# Várhegyi Teréz
Várhegyi Teréz (Budapest, 1945. október 5. – Siófok, 2011. november 29.) magyar színésznő. Számos forrás tévesen „Várhelyi” néven említi.

## Életpályája
1960–1962 között kezdte pályáját a Tarka Színpadon, ahol táncosnő volt. 1962–1964 között a kecskeméti Katona József Színházban játszott. 1968-ban szerzett oklevelet a Filmművészeti Főiskolán. 1968–1980 között a Fővárosi Operettszínház tagja volt. 1980–1986 között a MAFILM színésznője volt. 1986–1995 között az Arany János Színház színésze volt.
Vendégművészként fellépett a Tháliában és a Merlinben is. 1994–95-ben az Új Színházban játszott, majd szabadfoglalkozású színművészként dolgozott. Utolsó éveiben Siófokon élt.

## Fontosabb színházi szerepei
- Abai Pál - Halász Rudolf: Csodaáruház... Sári, Keszegné lánya
- Abai Pál - Romhányi József - Horváth Jenő: Halló nagyvilág... Rikkancs; Autógramkérő
- Jevgenyij Lvovics Svarc: Hókirálynő... Kei
- Thornton Wilder: A mi kis városunk... Rebecca Gibbs
- Leonard Bernstein: West Side Story... Akárkié
- Zágon István - Nóti Károly - Eisemann Mihály: Hyppolit, a lakáj... Mimi (Játékszín)
- Pető Sándor: Makk Marci csodálatos cirkusza... Makk Marci
- Verebes István: Kettős ünnep... Kovácssné
- William Shakespeare: A két veronai nemes... Lucetta
- William Shakespeare - Benjamin Britten: Szentivánéji álom... Puck, vagy Robin pajtás
- Molière: Úrhatnám polgár...Jourdainné
- Hervé: Nebáncsvirág... Marianne
- Fényes Szabolcs - Békeffi István - G. Dénes György: A kutya, akit Bozzi úrnak hívtak... Pulcinella
- Lionel Bart: Oliver!... Mrs. Sowerberry
- Tömöry Márta: A mindentudó színházgép... A táncosléptű Colombina
- Andrzej Maleszka: Vihar a Gogo Színházban... Gogo
- Rejtő Jenő - Miklós Tibor - Csuha Lajos - Dancsák Gyula - Körmendi Vilmos: Az ellopott futár... Prücsök, fiatal lány
- Maurice Maeterlinck: A kék madár... Berylune Tündér
- Alan Alexander Milne: Micimackó... Róbert Gida
- Kacsóh Pongrác: János vitéz... A gonosz mostoha
- Szép asszonyok egy gazdag házban (Csin, Ping, Mej)... Vu Ta lepényárus, Vu Szung bátyja
- Giovanni Boccaccio: Dekameron... szereplő
- Békés Pál: A kétbalkezes varázsló... Éliás Tóbiás, kisfiú
- Forgách András - Jeles András: Kleist meghal... Henriette Vogel (Merlin Színház)
- Bertolt Brecht: Jó embert keresünk... kurva
- Szép Ernő: Patika... Ignácné

## Filmjei

### Játékfilmek
- Mici néni két élete (1962) – Hédike
- Mindenki ártatlan? (1962)
- Félúton (1963)
- Dunai kirándulás (1964)
- Harlekin és szerelmese (1966) – Fürdőruhás lány
- A koppányi aga testamentuma (1967) – Dusmáta
- Nem várok holnapig… (1967) – A lány
- Nyár a hegyen (1967) – Sári, Veszeli lánya
- Alfa Rómeó és Júlia (1968) – Kutyasétáltató lány
- Hazai pálya (1968) – Szövetkezeti dolgozó
- A halhatatlan légiós, akit csak péhovárdnak hívtak (1970) – Szobalány
- Hatholdas rózsakert (1970)[4] – Cselédlány
- Krebsz, az isten (1970)
- Szerelem a ládában (1970)
- Utazás a koponyám körül (1970) – Autogramot kérő lány
- Hahó, Öcsi! (1971) – Csizmás kandúr
- Jó estét nyár, jó estét szerelem (1971) – Fodrászlány
- Szindbád (1971) – Ablakban álló lány
- Volt egyszer egy család (1972) – Juliska
- A szerelem hétköznapjai (1973, rövid játékfilm)
- Kakuk Marci (1973) – Rozi
- A locsolókocsi (1974) – Mihálik lánya
- Nem élhetek muzsikaszó nélkül (1978) – Fiatal szolgáló
- Cha-Cha-Cha (1981) – Gruber mama
- Requiem (1981) – Fodrásznő
- Kismaszat és a gézengúzok (1984) – A boltból távozó nő, aki megsérül a balesetben
- Hanna háborúja (Hanna's War) (1988) – Marietta (1999-es magyar szinkron)
- Balekok és banditák (1997)

### Tévéfilmek, televíziós sorozatok
- Közbejött apróság (1966)
- Muzsikus Péter kalandjai (1966) – Fizsitus Pál
- Szentivánéji álom (színházi előadás tv-felvétele) (1967)
- A sofőr visszatér (1968)
- Hogyan érik az ember? (1968)
- Pásztoróra (1968) – Anikó, titkárnő
- A revizor (1969) – Marja Antonovna
- 12 óra tánc (1970)
- Az erkély (1970) – Zsófi
- Bors II. (1970)
- Házasodj, Ausztria! (1970)
- Kisasszonyok a magasban (1970) – Tillei Júlia, aki még alig kisasszony
- Cseppek (1971)
- Egy óra múlva itt vagyok… (1971) – Kuriskova (10. részben)
- Szerelem a ládában (1971) – Olga / A menyasszony
- Tyúkfürösztés (1971) – Szegfű Éva
- Csak egy kutya (1972)
- Megházasodtam (1972)
- Zenés TV Színház: Garasos menyasszony (1972) – Teréz
- A professzor a frontra megy (1973)
- Nehéz ma férjhez menni (1973)
- Második otthonunk – 1. rész:  Az áruház (1976)
- Scapin furfangjai (1976) – Jácint
- Ha a zenekar is úgy dolgozna (1977, rövid tévéjáték)
- Vihar egy kalap körül (1977)
- Zokogó majom 1-5. (1978) – A Kövespad lakója (3 részben)
- Hívójel (1979) – Forgalmista
- Tisztán vagy szódával (1980) – Nővérke
- A hátvéd halála és feltámadása (1980) – Potykáék cselédlánya
- A közös kutya (1983) – Tanárnő
- Békestratégia (1983)[5]
- Örökkön-örökké (1984)
- Alapképlet (1989) – Marika
- Hyppolit, a lakáj (színházi előadás tv-felvétele) (1990) – Mimi
- Szomszédok (1991-1993) – Erzsike (14 epizódban)
- Az ibolya (1993) – Széll kisasszony
- Kis Romulusz 2-3. (1995)

### Bábfilmek
- Casanova kontra Kékszakáll (1972) – Lány (hang) (a Vízöntő című epizódban)
- Éljen Szervác! (1986) – Pingvinlány (hang)
- Dörmögőék kalandjai I. (1987) – Berci (hang)

## Szinkronszerepei

### Filmek
| Év   | Cím                                                        | Szereplő              | Színész               | Szinkron év |
| ---- | ---------------------------------------------------------- | --------------------- | --------------------- | ----------- |
| 1955 | Udvari bolond (1. magyar szinkron)                         | Jean                  | Glynis Johns          | 1973        |
| 1961 | West Side Story                                            | N/A                   | N/A                   | 1978        |
| 1963 | Irma, te édes (1. magyar szinkron)                         | Irma, az édes         | Shirley MacLaine      | 1973        |
| 1963 | Jean-Marc, avagy a házasélet                               | N/A                   | N/A                   | 1972        |
| 1967 | Esküvő istenigazából (2. magyar szinkron)                  | Hana                  | Iva Janžurová         | 1983        |
| 1967 | Szerelem, ó! (1. magyar szinkron)                          | Linda                 | Nina Wayne            | 1970        |
| 1973 | Olaszok hihetetlen kalandjai Leningrádban                  | N/A                   | N/A                   | 1975        |
| 1974 | Columbo – IV/4. rész: Zavaros vizeken (2. magyar szinkron) | Sylvia Danziger       | Jane Greer            | 1994        |
| 1976 | Forradás                                                   | N/A                   | N/A                   | 1978        |
| 1978 | A nyomorultak                                              | Fantine               | Angela Pleasence      | 1985        |
| 1979 | Meztelenek és bolondok (1. magyar szinkron)                | N/A                   | N/A                   | 1982        |
| 1981 | Ez igen! (1. magyar szinkron)                              | Sylvia                | Angela Pietropinto    | 1983        |
| 1984 | Elvi kérdés                                                | Miss Keyes            | Deanna Dunagan        | 1991        |
| 1985 | Biztos halál                                               | N/A                   | N/A                   | 1986        |
| 1987 | Ernest táborozni megy                                      | N/A                   | N/A                   | 1993        |
| 1987 | Törzsvendég (1. magyar szinkron)                           | N/A                   | N/A                   | 1992        |
| 1988 | Szemenszedett szenzáció (1. magyar szinkron)               | N/A                   | N/A                   | 1990        |
| 1988 | Újabb csobbanás                                            | Mrs. Needler          | Doris Belack          | 1994        |
| 1989 | Nőstényördög (1. magyar szinkron)                          | Hooper                | Linda Hunt            | 1991        |
| 1990 | Elsikkasztott mennyország                                  | Milan                 | Vera Borek            | 1991        |
| 1990 | Ne folytassa, felség!                                      | Anna hercegnő         | Joely Richardson      | 1991        |
| 1990 | Ovizsaru (1. magyar szinkron)                              | Phoebe O’Hara nyomozó | Pamela Reed           | 1991        |
| 1992 | Bumeráng                                                   | Yvonne                | Tisha Campbell-Martin | 1992        |
| 1994 | Irány Colorado! 2. – Curly aranya                          | Lois                  | Beth Grant            | 1995        |

### Sorozatok
| Év        | Cím                   | Szereplő                   | Színész       | Szinkron év |
| --------- | --------------------- | -------------------------- | ------------- | ----------- |
| 1975      | Petrocelli I.         | Angela Damon (15. részben) | Della Reese   | 1993        |
| 1977-1981 | Kórház a város szélén | Marta HunkováPenkavová     | Iva Janžurová | 1982-1983   |

### Rajzfilmek
| Év   | Cím                                              | Szereplő  | Szinkronhang  | Szinkron év |
| ---- | ------------------------------------------------ | --------- | ------------- | ----------- |
| 1950 | Tom és Jerry – 47. rész: Anyátlan kiskacsa       | Kacsamama | Red Coffey    | 1988        |
| 1974 | Mi mire hasonlít?                                | Kecske    | N/A           | 1977        |
| 1977 | Lolka és Bolka a Föld körül (1. magyar szinkron) | Bolka     | Ewa Złotowska | 1978        |
| 1979 | A Mosoly-rend lovagja                            | Bolka     | Ewa Złotowska | 1980        |
| 1986 | Lolka és Bolka a Vadnyugaton                     | Bolka     | Ewa Złotowska | 1990        |

### Rajzfilmsorozatok
| Év   | Cím                         | Szereplő                                         | Szinkronhang  | Szinkron év |
| ---- | --------------------------- | ------------------------------------------------ | ------------- | ----------- |
| 1981 | Helló, Sandybell!           | Maggie édesanyja                                 | N/A           | 1994        |
| 1985 | Punky Brewster I/1, 3-4, 9. | Manó vezető az aranybányánál                     | N/A           | 1988        |
| 1986 | Hupikék törpikék VI.        | Zöldőr / Nati / Törpepe (gyerekkorú) (5 részben) | Charles Adler | 1989        |
| 1987 | Grimm legszebb meséi I.     | N/A                                              | N/A           | 1994-1995   |
| 1990 | Pöttöm kalandok I.          | Tyrone, a teknős                                 | Edan Gross    | 1995        |
| 2000 | Babar VI.                   | Egér nagymama                                    | N/A           | 2000        |